# Lady A
Lady A,  até 2020 chamado de Lady Antebellum, é um grupo americano de música country formado em Nashville, em 2006. Ele é composto por Charles Kelley (vocal principal e de apoio), Dave Haywood (vocal de apoio, guitarra, piano e bandolim) e Hillary Scott (vocal principal e de apoio). O grupo fez sua estreia em 2007, como vocalistas convidados no single "Never Alone", de Jim Brickman, antes de assinar contrato com a Capitol Records e lançar "Love Don't Live Here", primeiro single do seu álbum de estreia. A canção alcançou a terceira posição da parada musical americana Hot Country Songs em maio de 2008.
Esse álbum, um auto-intitulado, foi certificado platina nos Estados Unidos, e também inclui os singles "Lookin' for a Good Time" e "I Run to You", que mais tarde tornou-se o primeiro número um do grupo, em julho de 2009. Ainda em meados de 2009, o grupo lançou "Need You Now" como primeiro single de seu segundo álbum, liberado em janeiro de 2010; a canção foi a segunda da banda a alcançar o topo da Hot Country Songs. Na entrega dos prêmios do 53rd Grammy Awards, o grupo ganhou destaque por receber alguns dos principais prêmios da noite, como Gravação do Ano ("Need You Now"), Canção do Ano ("Need You Now"), Melhor Performance Country com Vocais de uma Dupla ou Grupo, Melhor Música Country ("Need You Now") e Melhor Álbum Country (Need You Now).

## História
Lady A foi formada em 2006, em Nashville, por Charles Kelley, Dave Haywood e Hillary Scott. Scott é a filha da cantora country Linda Davis,  Charles Kelley é o irmão da artista country Josh Kelley.  Hillary Scott participou do Donelson Christian Academy, em Donelson, Tennessee. Foram essas ligações familiares e os laços da indústria musical que ajudaram a lançar a banda. Kelley se mudou para Nashville em meados de 2005 a partir de Winston-Salem, Carolina do Norte, onde ele tinha estado a trabalhar com a construção de seu irmão John. Tentando se tornar um artista solo de sucesso no país, Kelley convenceu o seu colega de escola, Haywood, se mudar da Geórgia para Nashville, em 2006, para que eles pudessem escrever música juntos. Pouco tempo depois, Scott conheceu Kelley no MySpace (uma rede social), e eles começaram a falar em um clube de música de Nashville. Kelley convidou Scott para se juntar a ele e Haywood no novo grupo, que assumiu o nome de Lady Antebellum. Na BBC Radio 2 Drivetime Show, agosto de 2010, a banda explicou a anfitriã, Liza Tarbuck, que o nome Antebellum vem de quando o grupo foi fotografar "Antebellum Homes". O estilo arquitetônico "antebellum" descreve as casas grandes dos fazendeiros no Sul americano. "Antebellum" mais comumente refere-se a pré-Guerra Civil da América. Enquanto fotografavam  as casas, um do grupo disse que não há um nome de uma grande banda lá, e eles adotaram o nome de Lady Antebellum pouco tempo depois. O trio então começaram a tocar em locais de interesse turístico em Nashville antes de ser assinado em julho de 2007 um contrato de gravação com a Capitol Records. Em entrevista à Sirius Satellite Radio, Scott alegou que ela foi rejeitada a participar do programa de calouros American Idol duas vezes, nem mesmo conseguindo passar o primeiro turno.

### 2007–2008:Lady Antebellum

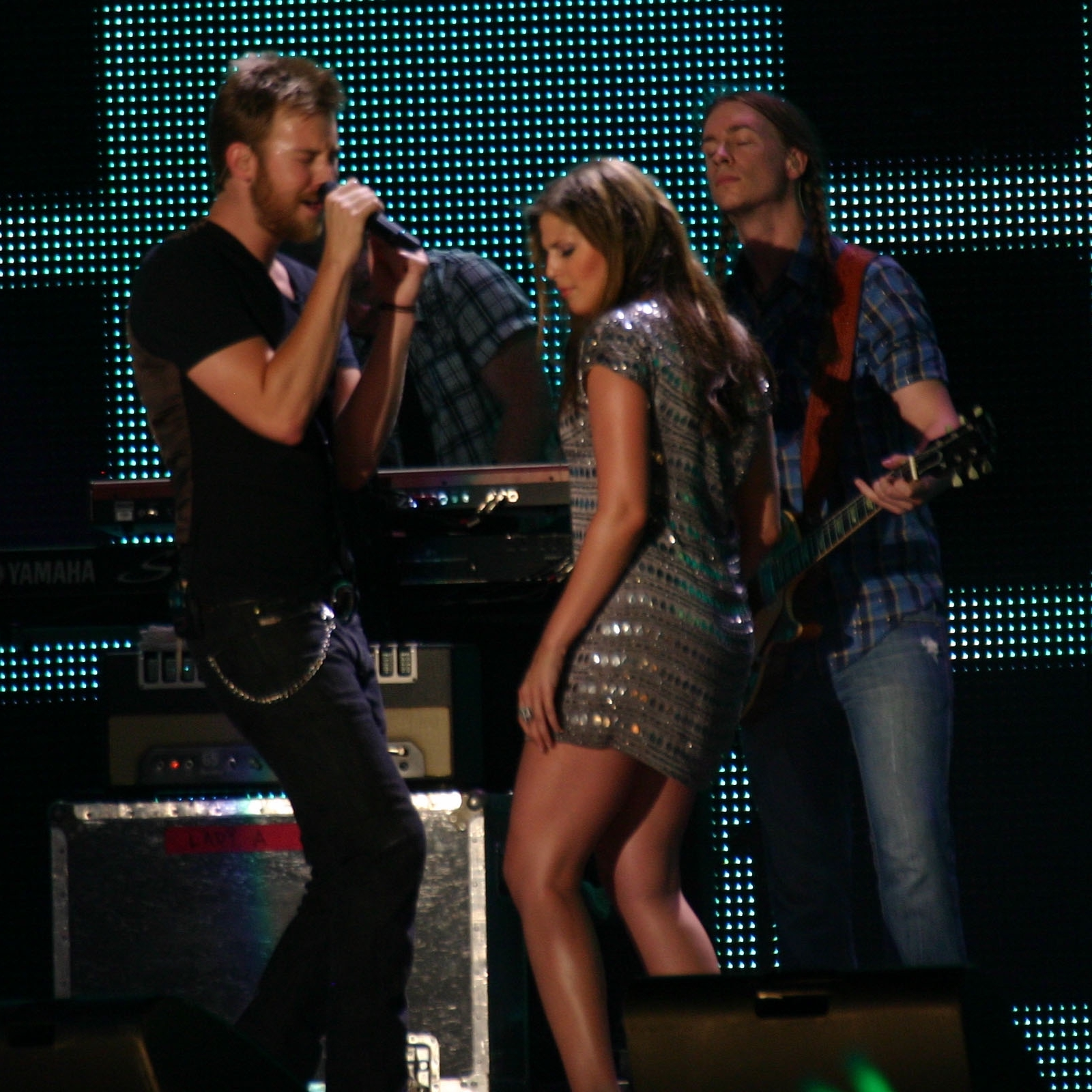
Charles Kelley e Hillary Scott em 2008

Pouco tempo depois o trio assinou com a gravadora, o artista Jim Brickman escolheu "Lady Antebellum" para cantar em seu single "Never Alone" em 2007 , que chegou a posição #14 na parada da Billboard Adult Contemporary. Em meados de 2007, Lady Antebellum também escreveu uma música para o reality show da MTV The Hills.
"Love Don't Live Here" o single de estreia da banda, foi lançado em setembro de 2007, com um vídeo musical para a canção lançado em dezembro. Esta canção foi o primeiro para o álbum de estreia da banda auto-intitulado. Lançado em 15 de abril de 2008, Lady Antebellum foi produzido por Paul Worley, juntamente com Victoria Shaw, uma compositora e artista solo de Nashville. "Love Don't Live Here" chegou na posição #3 nas paradas Billboard Hot Country Songs charts. Foi o primeiro álbum por um novo grupo ou duo á estrear no número #1 na parada Billboard Top Country Albums charts.
Um segundo single, "Lookin' for a Good Time", foi emitido em junho de 2008 e alcançou a posição #11 em dezembro na parada Billboard Hot Country Songs charts. Além disso, Lady Antebellum foi assinado como um ato de abertura sobre Martina McBride's Waking Up Laughing Tour em 2008. Lady Antebellum também contribuiu com a canção "I Was Here" à AT&T Team USA Soundtrack, uma canção que alcançou a posição #24 no Bubbling Under Hot 100 Singles com base em downloads. Em dezembro de 2008, a sua interpretação de "Baby, It's Cold Outside" ficou na posição #3 no mesmo gráfico. O terceiro single, "I Run to You", foi lançado em janeiro de 2009. Eles eventualmente tornaram-se o melhor trio musical em julho de 2009.
Em 7 de outubro de 2009 seu álbum de estreia foi disco de platina pela RIAA para as vendas de um milhão de cópias nos Estados Unidos. Haywood e Kelley co-escreveu o single "Do I", do cantor country "Luke Bryan" em 2009  no qual Scott também canta como backing vocals. Esta canção é o primeiro single do segundo álbum de estúdio do cantor Bryan intitulado "Doin 'My Thing", que foi lançado em 6 de outubro de 2009.

### 2009–2011:Need You Now
Em agosto de 2009, o grupo lançou seu quarto single, "Need You Now", ele estreou na posição #50 na Billboard Hot Country Songs e tornou-se seu segundo hit número #1 na parada. A canção também chegou ao número #2 na Billboard Hot 100 e liderou a parada Hot Adult Contemporary Tracks, tornando-se um hit no país. O segundo single, "American Honey", foi lançado nas rádios em 11 de janeiro de 2010 e se tornou o terceiro hit número #1 na para Country. O terceiro single do álbum, "Our Kind of Love", foi lançado em 31 de maio de 2010 e foi número #1 sendo então o quarto single a lidera a parada em setembro de 2010. A canção foi notável por ter sido escrito em colaboração com um compositor em "Busbee", que naquele momento já havia escrito para Katy Perry, Timbaland e Katharine McPhee. Seu quarto single deste álbum, "Hello World", foi lançado oficialmente em 4 de outubro de 2010.
O álbum foi lançado em 26 de janeiro de 2010 e estreou na posição número #1 na Billboard 200 e no Top Country Albums charts para a semana que terminou em 2 de fevereiro de 2010, vendendo 480,922 cópias. Quatro semanas após o lançamento do álbum, foi disco de platina pela Recording Industry Association of America.  Em 28 de abril de 2010, eles realizaram sobre os resultados mostram de American Idol, cantando "Need You Now". Em 20 de setembro de 2010, eles lançaram sua primeira turnê, "Need You Now 2010", em Orlando, Florida. Lady Antebellum apareceu no 44th Annual Country Music Awards em 10 de novembro de 2010.

### 2011–2012:Own the Night

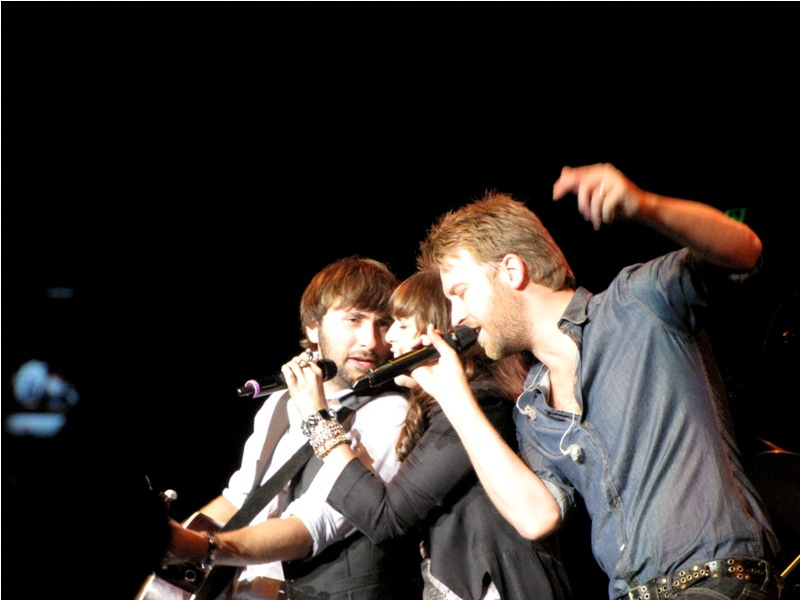
O trio Lady A durante um show em 2011

No dia 9 de janeiro de 2011, o grupo aventurou-se no estúdio para começar a gravar o seu terceiro álbum de estúdio. Em entrevista à Entertainment Weekly, Charles Kelley disse, "Nós realmente só fomos em frente e decidimos que vamos tomar dois, dois meses e meio em linha reta no estúdio para criar esta coisa e não ter toda essa distração.  Esperemos que seja uma coisa boa". Ele continua a dizer que o grupo tem cerca de 50 canções e pretendem escolher junto com outros compositores.
No entanto, ele destaca uma canção chamada "Dancin' Away With My Heart", como uma banda eles estão particularmente animados sobre uma canção que o grupo co-escreveu com Josh Kear, que já escreveu com o grupo o seu hit "Need You Now". Em 2 de maio de 2011, o grupo lançou o primeiro single de seu próximo álbum, intitulado "Just a Kiss". O grupo realizou o single no palco do American Idol em 5 de maio de 2011. No dia 7 de junho de 2011, eles anunciaram o título do terceiro álbum, chamado Own the Night, que foi lançado em 13 de setembro de 2011. A capa do álbum e a lista de faixas foram lançados em 18 de julho de 2011. A banda country lançou "Lady Hazed" uma versão da canção "Dirt Road Anthem" do cantor "Jason Aldean" em 10 de agosto de 2011. Em 1 de outubro de 2011, o grupo se apresentou como convidados musicais no Saturday Night Live.
Em 2012, foi lançado o álbum natalino ON THIS WINTER'S NIGHT.

### 2013–presente:Goldene747
No dia 22 de janeiro de 2013, o grupo lançou oficialmente a música "Downtown", o primeiro single do seu quinto álbum intitulado "Golden". No dia 25 de março, foi revelada a capa do novo álbum e a lista de músicas, que inclui uma versão de "Better Off Now (That You're Gone)", do cantor de rock Will Hoge, que assim como os membros do Lady Antebellum foi criado musicalmente em Nashville, no Tennessee. Foram anunciadas também as datas de lançamento do álbum: 6 de maio de 2013 na África do Sul, Reino Unido e Europa; e 7 de maio de 2013 nos Estados Unidos, Canadá, Austrália e Nova Zelândia
No dia 12 de maio de 2014, foi lançada a música "Bartender", como uma prévia do quinto álbum da banda intitulado "747". Em junho, o clipe da música foi lançado com participações da modelo Kate Upton e do comediante Tony Hale. Já o álbum chegou às lojas no dia 30 de setembro.

## Discografia

### Álbuns de estúdio
- Lady Antebellum (2008)
- Need You Now (2010)
- Own the Night (2011)
- On This Winter's Night (2012)
- Golden (2013)
- 747 (2014)
- Heart Break (2017)
- Ocean (2019)

## Prêmios e nomeações

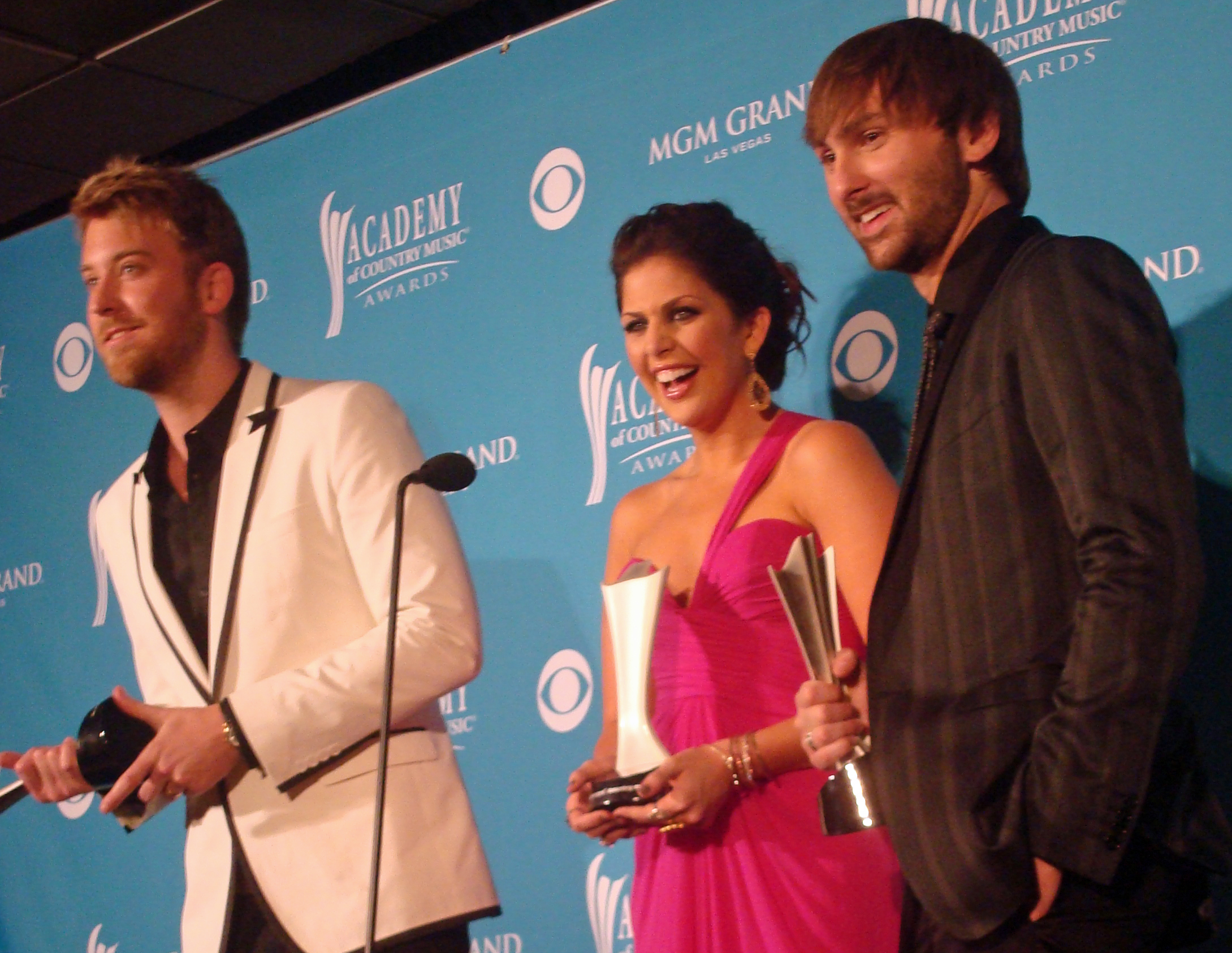
Lady A em abril de 2010

Lady A foi premiado "New Artist of the Year" (Novo Artista do Ano) em 2008 pela Country Music Association e "Top New Duo or Group" (Melhor Nova Dupla ou Grupo) em 2009 pela Academy of Country Music. Eles também foram nomeados em duas categorias no Grammy Awards na 51º edição da premiação e mais duas na edição seguinte; dessas indicações, receberam o prêmio de "Best Country Performance by Duo or Group with Vocals" (Melhor Performance Country por Dupla ou Grupo com Vocais) por "I Run to You". Em novembro de 2009, o grupo recebeu os prêmios "Single of the Year" (Single do Ano) por "I Run to You" e "Vocal Group of the Year" (Grupo Vocal do Ano) da Country Music Association.
Na entrega dos prêmios do 53º Grammy Awards, o grupo ganhou destaque por receber alguns dos principais prêmios da noite, como Gravação do Ano ("Need You Now"), Canção do Ano ("Need You Now"), Melhor Performance Country com Vocais de uma Dupla ou Grupo, Melhor Música Country ("Need You Now") e Melhor Álbum Country (Need You Now).
Nos anos de 2012 e 2013, Lady A recebeu do American Music Awards o prêmio de Favorite Band, Duo or Group – Country, vencendo The Band Perry e Florida Georgia Line.